# Santa-Maria-Siché
Santa-Maria-Siché är en kommun i departementet Corse-du-Sud på ön Korsika i Frankrike. Kommunen ligger  i kantonen Santa-Maria-Siché som tillhör arrondissementet Ajaccio. År 2022 hade Santa-Maria-Siché 371 invånare.

## Befolkningsutveckling
Antalet invånare i kommunen Santa-Maria-Siché
Referens:INSEE